# Ajdar
Ajdar (ukr. Айдар, ros. Айдар) – rzeka w Rosji i na Ukrainie, lewy dopływ Dońca; długość 256 km, powierzchnia dorzecza 7370 km².

## Literatura
- (ros.) W haśle użyto informacji zawartych w Wielkiej Encyklopedii Radzieckiej, hasło "Айдар".